# 第46回全国高等学校サッカー選手権大会
第46回全国高等学校サッカー選手権大会（だい46かいぜんこくこうとうがっこうサッカーせんしゅけんたいかい）は、1968年1月に行われた、全国高等学校サッカー選手権大会。

## 日程
- 1回戦　1月3日・4日
- 準々決勝　1月5日
- 準決勝　1月6日
- 3位決定戦・決勝　1月7日

## 使用会場
- 西宮球技場（1回戦～決勝）

## 出場校
- 推薦出場（総体優勝） 浦和市立（埼玉県）
- 推薦出場（総体準優勝） 刈谷（愛知県）
- 推薦出場（国体優勝） 浦和南（埼玉県）
- 推薦出場（国体準優勝） 韮崎（山梨県）
- 推薦出場（国体3位） 帝京（東京都）
- 推薦出場（国体4位） 仙台育英（宮城県）
- 北海道代表 斜里（北海道）
- 東北代表 秋田商（秋田県）

- 関東代表 習志野（千葉県）
- 北陸代表 上田（長野県）
- 東海代表 上野工（三重県）
- 関西代表 洛北（京都府）
- 関西代表 甲賀（滋賀県）
- 中国代表 山陽（広島県）
- 四国代表 徳島商（徳島県）
- 九州代表 中津工（大分県）

## 試合

### 1回戦
- 浦和南 3 - 0 上田
- 山陽 3 - 2 甲賀（延長）
- 刈谷 6 - 3 斜里
- 習志野 4 - 1 仙台育英

- 洛北 2 - 1 帝京
- 浦和市立 9 - 0 中津工
- 秋田商 1 - 1 徳島商（延長・抽選）
- 韮崎 1 - 0 上野工

### 準々決勝
- 山陽 2 - 1 浦和南（延長）
- 習志野 7 - 1 刈谷

- 洛北 2 - 0 浦和市立
- 韮崎 2 - 1 秋田商（延長）

### 準決勝
- 山陽 1 - 0 習志野
- 洛北 3 - 1 韮崎

### 3位決定戦
- 習志野 3 - 1 韮崎

### 決勝
- 山陽 0 - 0 洛北（再延長・両校優勝）